# Gulli
Gulli és un canal de televisió francès destinat al públic juvenil i familiar. Es pot veure a través de la TDT francesa i és gratuït, a més de poder-lo tenir per cable, televisió ADSL o internet. El canal emet des del 18 de novembre del 2005, havent nascut entre la fusió de dos canals anteriors per a nens, propietat de Lagardère Active i France Télévisions; aquest darrer sent els canals de televisió públics francesos. La primera empresa posseïa el canal Canal J, que es dedicava més a un públic adolescent, mentre que la segona, mitjançant France 3, emetia més aviat programes infantils. Amb l'arribada de la Televisió Digital Terrestre a França, el Consell de l'Audiovisual francès va permetre la creació de Gulli com una fusió dels anteriors.